# Salvador Reyes
Salvador Reyes Monteón (Guadalajara, 20 settembre 1936 – Guadalajara, 29 dicembre 2012) è stato un calciatore messicano, di ruolo attaccante.

## Carriera
Nel 1967 venne ingaggiato dagli statunitensi del Los Angeles Toros. Con i Toros ottenne il quinto ed ultimo posto della Western Division della NPSL, non qualificandosi per la finale della competizione.
Il 28 gennaio 2008 ha giocato un incontro con Guadalajara a 71 anni contro il Club Universidad Nacional.